# المجلس التنفيذي لليونسكو
المجلس التنفيذي لليونسكو هو أحد الهيئات الإدارية التابعة لمنظمة الأمم المتحدة للتربية والعلم والثقافة «يونسكو». ويعد سلطة نافذة في المنظمة، يعقد اجتماعه مرتين كل عام، ويتم ترشيح المدير العام للمنظمة من قبله، ويتم انتخاب الدول الأعضاء للمجلس ضمن أعمال المؤتمر العام للمنظمة لمدة أربع سنوات.

## مهام المجلس
يتولى المجلس القيام بمتابعة أعمال ومشروعات المنظمة، ومراجعة جدول أعمال المؤتمر العام، وآلية تنفيذ الأنشطة في المناطق الجغرافية ومتابعة الإصلاحات في مختلف مجالات المنظمة.

## لجان وهيئات المجلس
يعمل المجلس من خلال خمس لجان وهيئات فرعية، وهي:
لجنة البرنامج والعلاقات الخارجية، واللجنة المالية والإدارية، واللجنة الخاصة، ولجنة الاتفاقات والتوصيات، ولجنة المنظمات الدولية غير الحكومية.

## انتخابات 2019
أُجريت انتخابات 2019 في شهر نوفمبر، حيث جرى انتخاب 31 دولة عضوا من أصل 58 يشكلون أعضاء المجلس التنفيذي، منها 20 دولة جديدة، وجُدد عضوية 11 دولة أُخرى، وشهدت هذه الانتخابات تنافس خمس دول عربية، وهي: الإمارات العربية المتحدة والمملكة العربية السعودية وتونس والجزائر وقطر، وحصلت السعودية على 113 صوتا، تلتها الإمارات 107أصوات، ثم تونس 103.
كما تم إعادة انتخاب روسيا والتي حصلت على 152 صوتا، وحصلت بولندا على 152 صوتا أيضا، بينما حصل كل من بلغاريا وصربيا على 158 صوتا.

## قائمة الأعضاء
يتكون المجلس من 58 دولةً عضوًا، وهي:
1. الأردن (2017-2025)
2. ألبانيا (2017-2025)
3. ألمانيا (2019-2025)
4. الأرجنتين (2019-2025)
5. الأوروغواي (2019-2025)
6. أفغانستان (2019-2025)
7. إثيوبيا (2017-2025)
8. إسبانيا (2019-2025)
9. الإمارات العربية المتحدة (2019-2025)
10. إندونيسيا (2017-2025)
11. إيطاليا (2019-2025)
12. باكستان (2019-2025)
13. البرازيل (2019-2025)
14. البرتغال (2017-2025)
15. بلغاريا (2019-2025)
16. بنغلاديش (2017-2025)
17. بنين (2019-2025)
18. بوروندي (2017-2025)
19. بولندا (2019-2025)
20. بيلاروس (2017-2025)
21. تايلاند (2019-2025)
22. تركيا (2017-2025)
23. توغو (2019-2025)
24. تونس (2019-2025)
25. جامايكا (2017-2025)
26. جمهورية الكونغو الديمقراطية (2019-2025)
27. جمهورية الدومينيكان (2019-2025)
28. روسيا (2019-2023)
29. زامبيا (2017-2021)
30. زيمبابوي (2017-2021)
31. سانت فينسنت والغرينادين (2017-2021)
32. عُمان (1972)
33. السعودية (2019–2023)
34. السنغال (2019-2023)
35. سويسرا (2019-2023)
36. صربيا (2019-2023)
37. الصين (2017-2021)
38. غانا (2019-2023)
39. غرينادا (2017-2021)
40. غينيا (2019-2023)
41. غينيا الاستوائية (2017-2021)
42. فرنسا (2019-2023)
43. الفلبين (2017-2021)
44. فنزويلا (2017-2021)
45. فنلندا (2017-2021)
46. قرغيزستان (2019-2023)
47. كوبا (2017-2021)
48. كوريا الجنوبية (2019-2023)
49. كينيا (2019-2023)
50. المجر (2019-2023)
51. مدغشقر (2017-2021)
52. مصر (2017-2021)
53. المغرب (2017-2025)
54. الجزائر(2027_2025)
55. ميانمار (2019-2023)
56. ناميبيا (2019-2023)
57. الهند (2017-2021)
58. هولندا (2019-2023)
59. اليابان (2017-2021)